# 아이생활
아이생활은 아이생활사(장로교총회종교교육부)에서 발행한 어린이 잡지이다. 4·6판으로, 1926년 3월에 창간하여 1944년 1월 폐간하기까지 18년간 매달 발행되었다. 기독교 선교사업으로 발간되었으며, 사회주의경향문학의 영향 속에서도 기본 자세를 견지하였다고 평가된다. 1930년대 초 관공서로부터 수 차례 압수되어 임시호를 발행하기도 했다. 가격은 1930년대에 10전(錢)이 유지되었다.
시인 윤동주가 애독했던 잡지로도 알려져 있다. 내용은 그림을 곁들인 동화와 동시, 탐정소설, 위인전, 특집 등으로 구성되었고, 윤석중이 주간을 지냈으며, 강소천, 박화목 등 아동문학가들이 새로운 동시를 발표하는 장이기도 했다.